# Liste von Söhnen und Töchtern der Stadt Indianapolis
Dies ist eine Liste bekannter Persönlichkeiten, die in der US-amerikanischen Stadt Indianapolis (Indiana) geboren wurden. Die Liste erhebt keinen Anspruch auf Vollständigkeit.

## 19. Jahrhundert

### 1801–1880

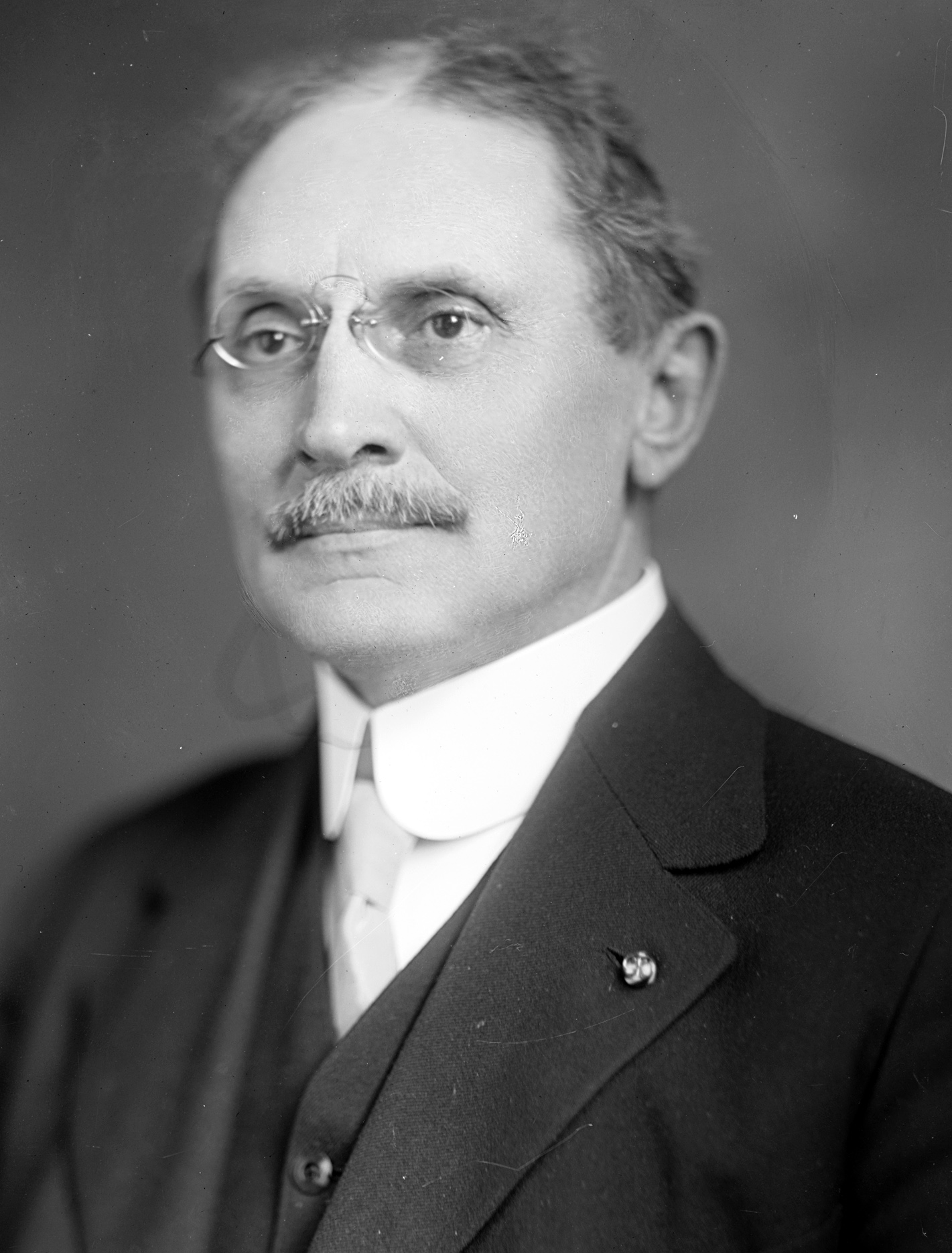
Merrill Moores
(1856–1929)

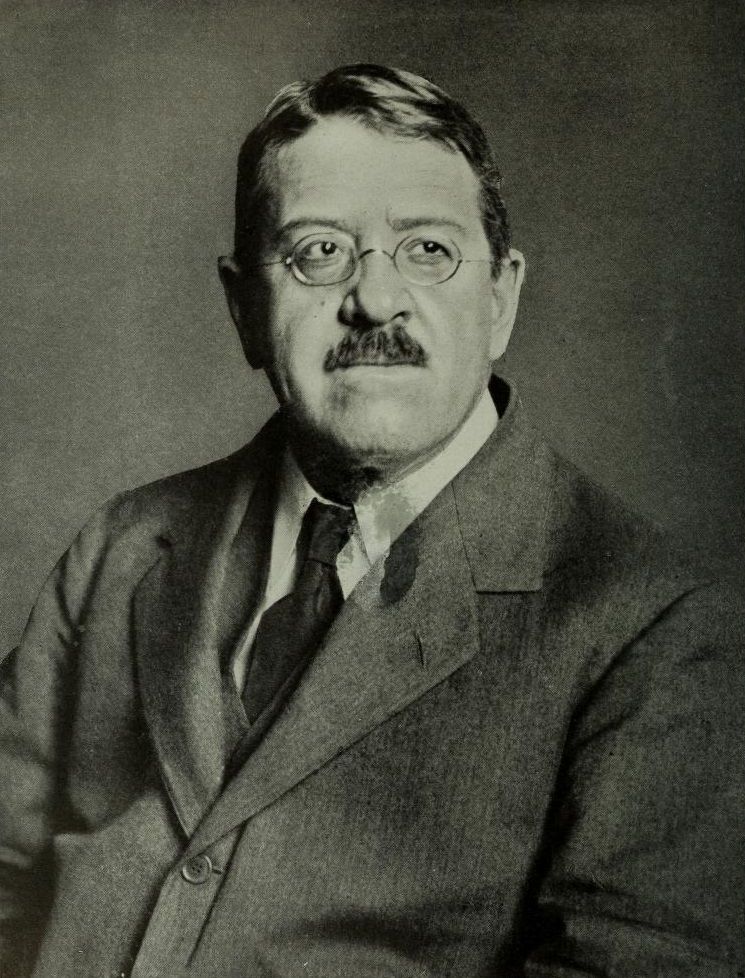
George Andrew Reisner
(1867–1942)

- John Coburn (1825–1908), Politiker
- John Taffe (1827–1884), Politiker
- William A. Pile (1829–1889), General und Politiker
- Allen M. Fletcher (1853–1922), Politiker und von 1912 bis 1915 Gouverneur des Bundesstaates Vermont
- Merrill Moores (1856–1929), Politiker
- Mary Harrison McKee (1858–1930), Tochter von US-Präsident Benjamin Harrison
- Harry S. New (1858–1937), Politiker
- Otto Stark (1859–1926), Impressionist
- Mary Eileen Ahern (1860–1938), Bibliothekarin
- Emil Klein (1865–1943), Historienmaler und Illustrator
- George Andrew Reisner (1867–1942), Ägyptologe
- Waldo A. Evans (1869–1936), Marineoffizier
- Booth Tarkington (1869–1946), Schriftsteller
- Frederick Burton (1871–1957), Schauspieler
- Moritz Hainebach (1872–1941), deutscher Violinist sowie Geigen- und Klavierlehrer
- Robert Sloss (1872–1920), Journalist und Autor
- Frederick Coffay Yohn (1875–1933), Maler
- Mary Ritter Beard (1876–1958), Historikerin, Autorin, Frauenwahlrechtlerin und Archivarin für Frauengeschichte
- Reginald H. Sullivan (1876–1980), Politiker
- Mary Quinn Sullivan (1877–1939), Kunstlehrerin, Kunstsammlerin, Galeristin und eine der drei Gründungskuratorinnen des New Yorker Museum of Modern Art
- Major Taylor (1878–1932), Radsportler
- Albert Von Tilzer (1878–1956), Musikproduzent
- Max Emmerich (1879–1956), Leichtathlet
- Sid Grauman (1879–1950), Theaterintendant und Schauspieler

### 1881–1900

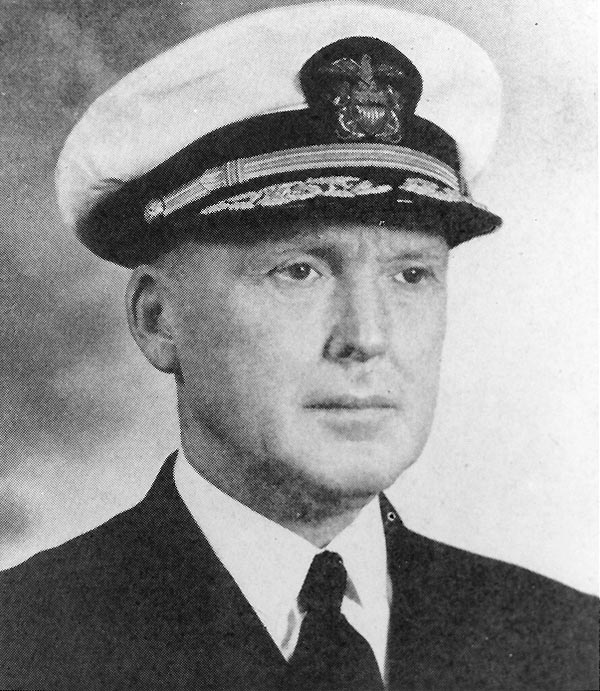
Norman Scott
(1889–1942)

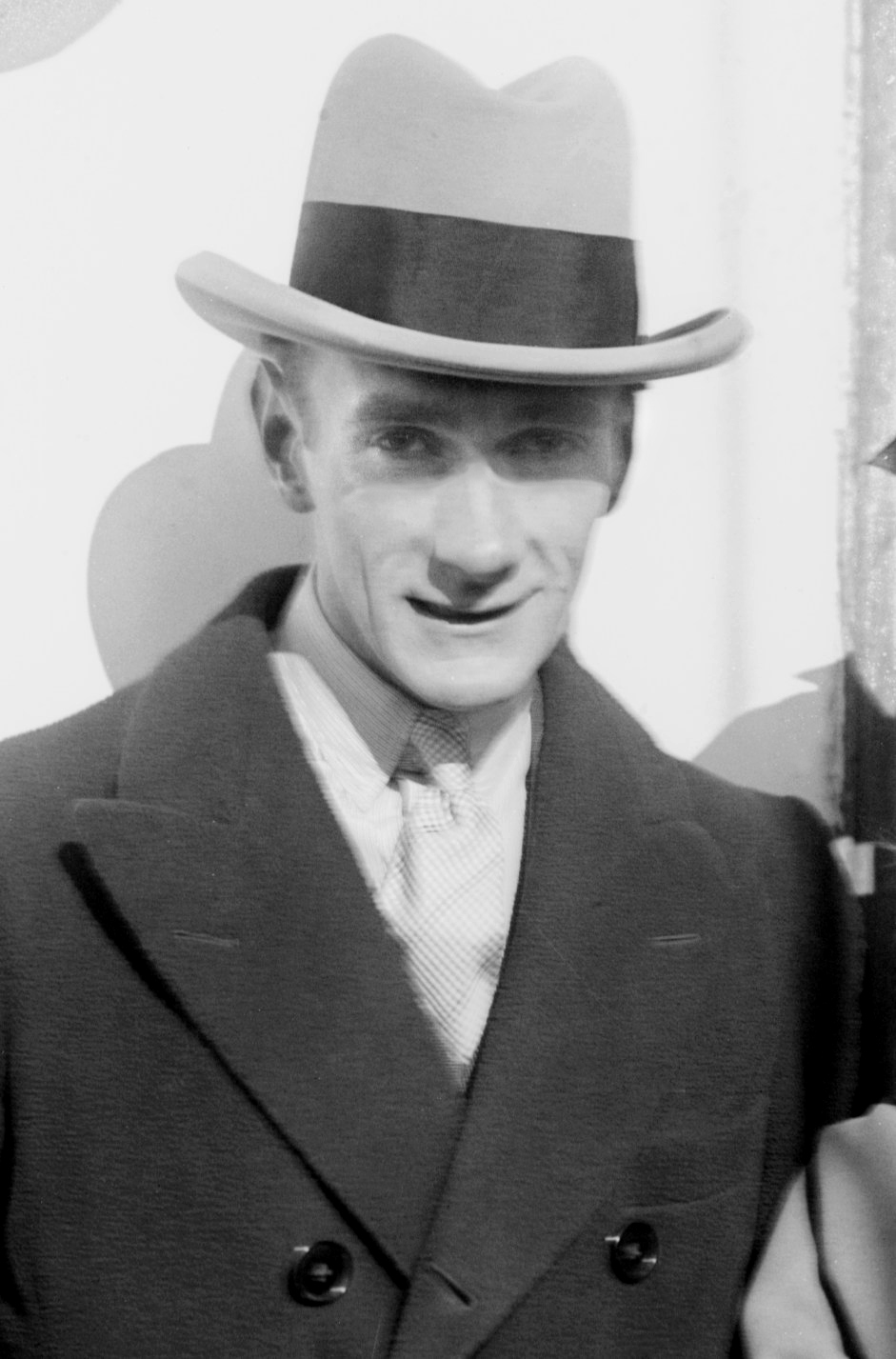
Clifton Webb
(1889–1966)

- Woody Headspeth (1881–1941), Radrennfahrer
- Johnny Aitken (1885–1918), Automobilrennfahrer
- Margaret Anderson (1886–1973), Schriftstellerin; Gründerin und Herausgeberin von „The Little Review“
- Julia Lee Niebergall (1886–1968), Pianistin und Komponistin
- Monte Blue (1887–1963), Schauspieler
- May Aufderheide (1888–1972), Komponistin
- Justin Carlyle Gruelle (1889–1978), Maler, Illustrator und Wandbildkünstler
- Richard H. Ranger (1889–1962), Elektrotechniker, Ingenieur und Erfinder
- Norman Scott (1889–1942), Zwei-Sterne-Admiral im Zweiten Weltkrieg
- Noble Sissle (1889–1975), afroamerikanischer Sänger und Liedtext-Lyriker
- Clifton Webb (1889–1966), Schauspieler
- Chick Evans (1890–1979), Amateurgolfer
- Carl Zigrosser (1891–1975), Kunsthistoriker
- Janet Flanner (1892–1978), Schriftstellerin, Journalistin und feministische Exzentrikerin
- J. Russel Robinson (1892–1963), Pianist und Komponist
- Reginald DuValle (1893–1953), Jazzmusiker und Musikpädagoge
- Jan Garber (1894–1977), Violinist und Bigbandleader
- Walter Bedell Smith (1895–1961), General, Diplomat und Direktor der CIA
- Robert Twyman (1897–1976), Politiker
- Charlie Davis (1899–1991), Jazzmusiker und Bandleader
- Alan Le May (1899–1964), Autor, Filmproduzent und -regisseur

## 20. Jahrhundert

### 1901–1920

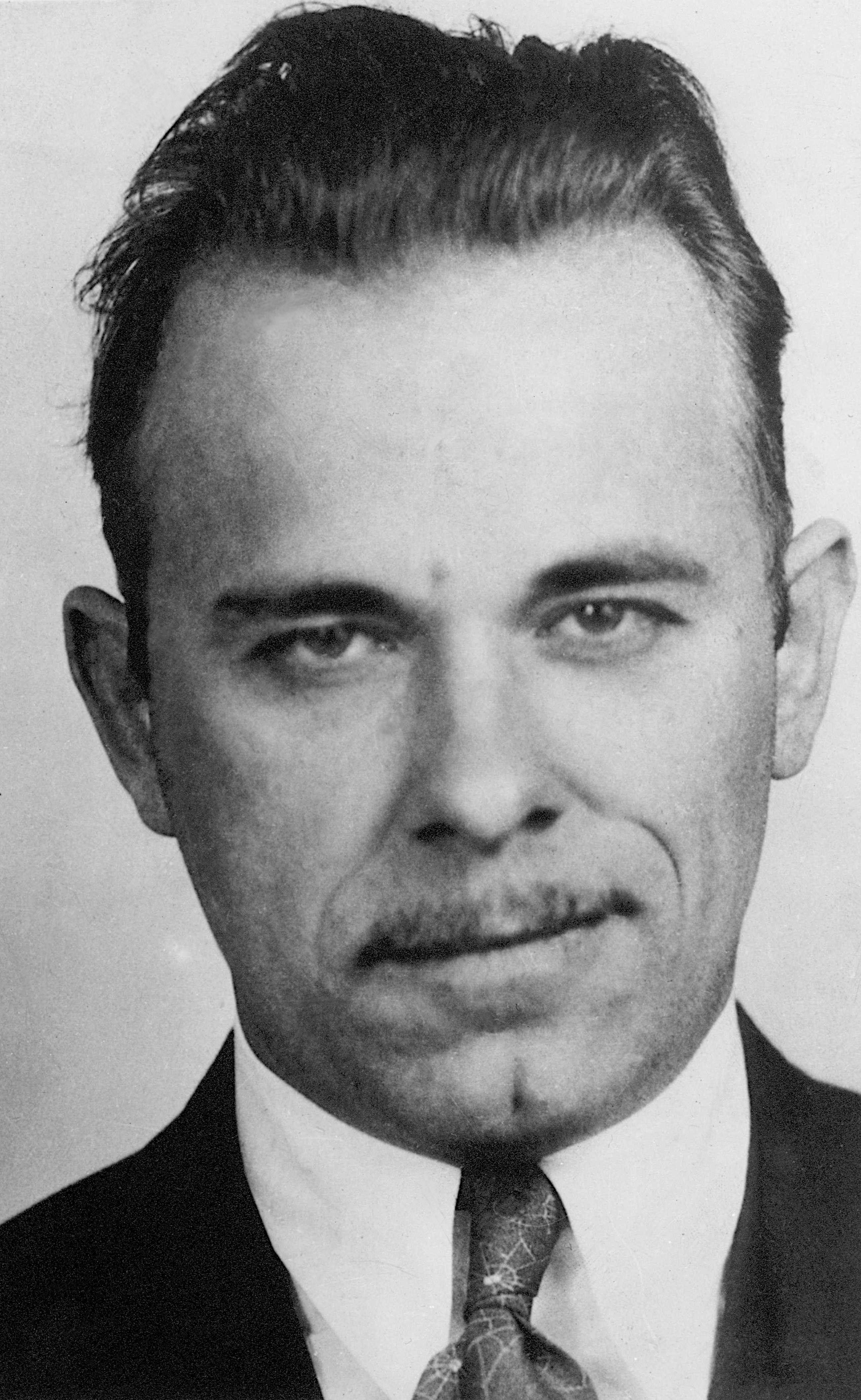
John Dillinger
(1903–1934)

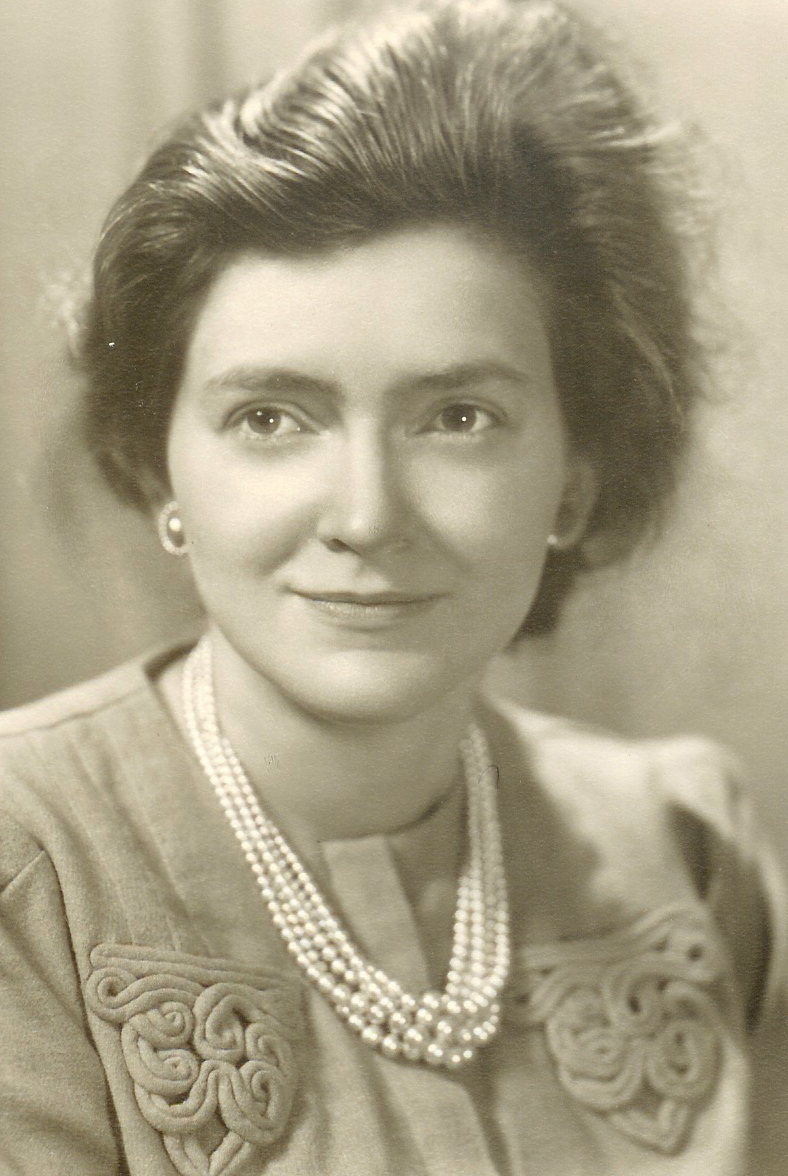
Evangeline Walton
(1907–1996)

- Irvine Page (1901–1991), Physiologe
- John Dillinger (1903–1934), Bankräuber
- Edwin Pauley (1903–1981), Geschäftsmann
- Karl Zener (1903–1964), Psychologe
- James Baskett (1904–1948), Film- und Theaterschauspieler
- Euphrasia Donnelly (1905–1963), Schwimmerin
- Clarence Melvin Zener (1905–1993), Physiker
- Harry von Zell (1906–1981), Rundfunk- und Fernsehsprecher, Schauspieler und Sänger
- Lucy Ashjian (1907–1993), Fotografin
- Evangeline Walton (1907–1996), Fantasy-Autorin
- Harold Courlander (1908–1996), Romancier und Anthropologe
- Laurence Wylie (1909–1996), Anthropologe und Romanist
- Jimmy Jackson (1910–1984), Automobilrennfahrer
- Reunald Jones (1910–1989), Jazzmusiker
- Robert Paige (1910 oder 1911–1987), Schauspieler
- Catherine Lucile Moore (1911–1987), Science-Fiction- und Fantasy-Autorin
- Taps Miller (1912–1976), Tänzer, Jazzmusiker und Songwriter
- George V. Underwood Jr. (1913–1984), General der United States Army
- Taylor Drysdale (1914–1997), Schimmer
- Robert Emhardt (1914–1994), Schauspieler
- Priscilla Lawson (1914–1958), Schauspielerin
- Bobby Sherwood (1914–1980), Jazzmusiker, Bandleader und Schauspieler
- Bernard Vonnegut (1914–1997), Meteorologe
- Gardner Ackley (1915–1998), Wirtschaftswissenschaftler und Diplomat
- Trigger Alpert (1916–2013), Jazzmusiker und Fotograf
- James McClure (1916–2005), Tischtennisspieler
- Alberta Adams (1917–2014), Bluessängerin
- John Fitch (1917–2012), Automobilrennfahrer
- John C. Greene (1917–2008), Wissenschaftshistoriker
- Joseph Hayes (1918–2006), Schriftsteller
- Bill Jennings (1919–1978), Jazzgitarrist
- Leroy Warriner (1919–2003), Automobilrennfahrer
- Jack Bear (1920–2007), Kostümbildner
- Jackie Holmes (1920–1995), Automobilrennfahrer

### 1921–1930

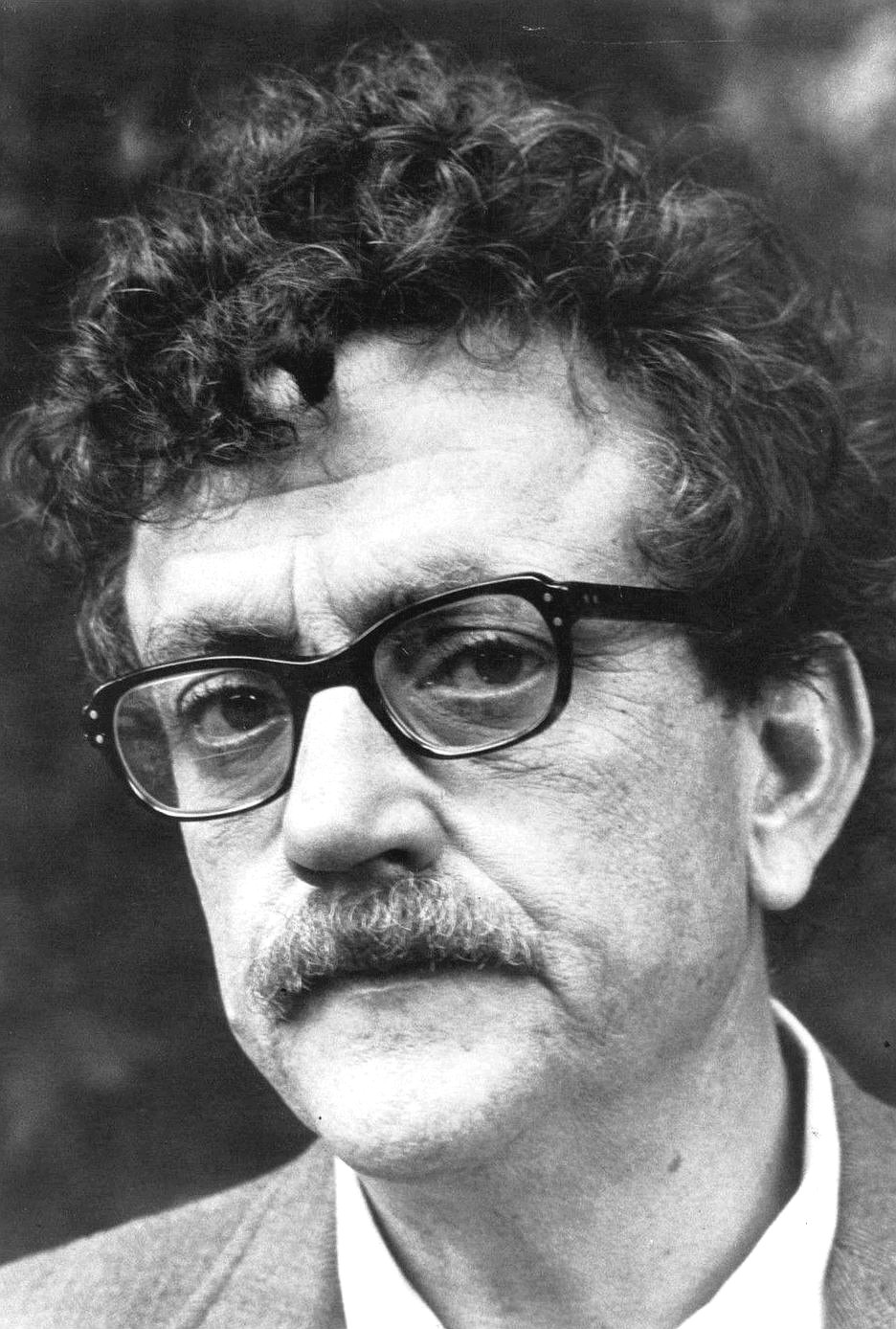
Kurt Vonnegut
(1922–2007)

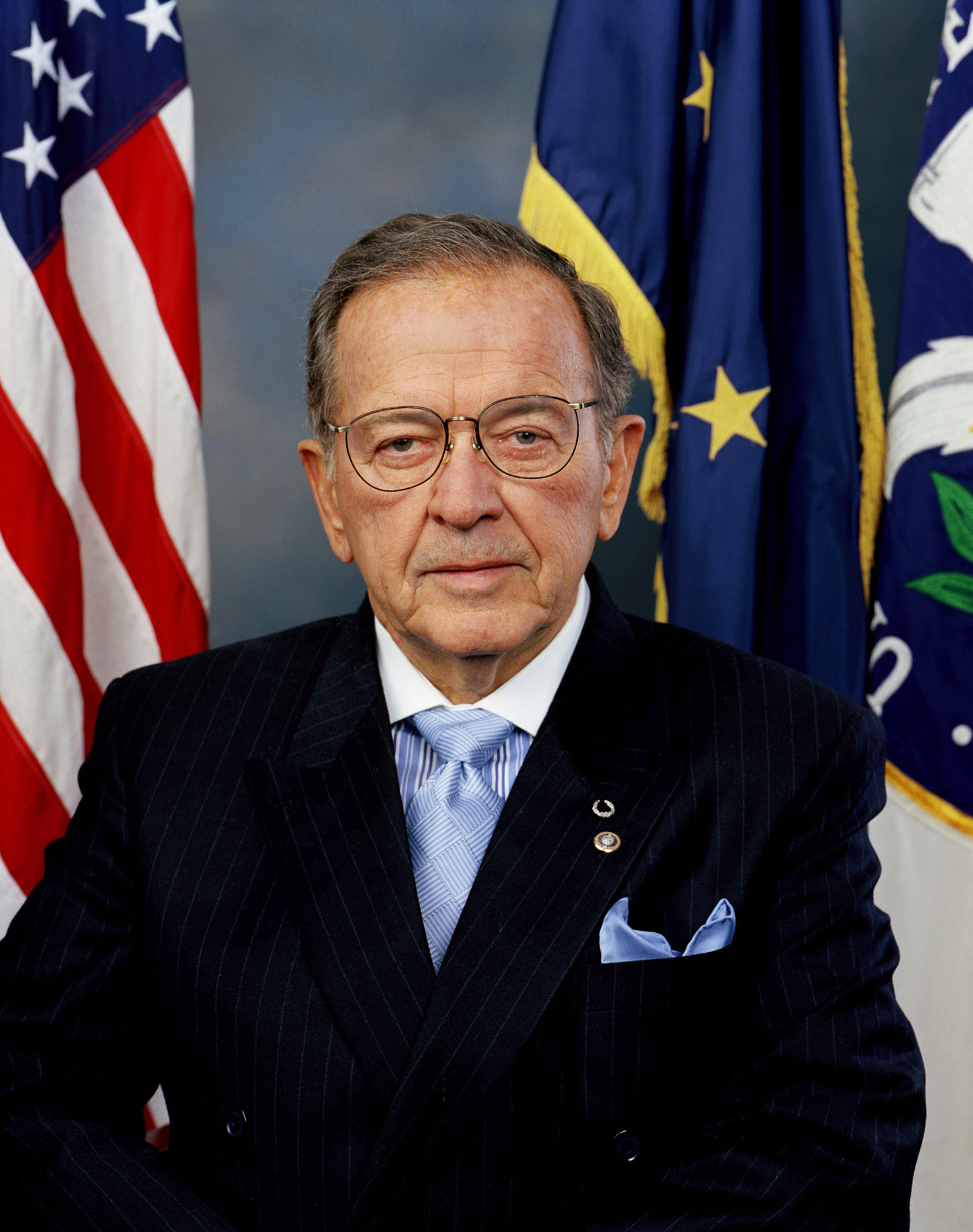
Ted Stevens
(1923–2010)

- Francis Marion Busby (1921–2005), Science-Fiction-Autor
- Monk Montgomery (1921–1982), Bassist des Modern Jazz
- Madelyn Pugh (1921–2011), Drehbuchautorin und Fernsehproduzentin
- Kurt Vonnegut (1922–2007), Schriftsteller
- Philip Warren Anderson (1923–2020), Professor für theoretische Physik, Nobelpreisträger 1977
- Wes Montgomery (1923–1968), Jazzmusiker
- Ted Stevens (1923–2010), Politiker und Senator für Alaska
- Paul Weeden (1923–2011), Jazz-Gitarrist
- J. J. Johnson (1924–2001), Jazzmusiker
- Elmer Gill (1926–2004), Jazzmusiker
- Al Coleman (1927–2024), Jazzmusiker und Nachtclubbetreiber
- Ninalee Craig (1927–2018), Fotomodell
- Alice Dye (1927–2019), Golfarchitektin und Amateurgolferin
- Alonzo Pookie Johnson (1927–2005), Jazzmusiker und Musikpädagoge
- Harry W. Brooks junior (1928–2017), Generalmajor der United States Army
- Carl Perkins (1928–1958), Jazzpianist
- Leroy Vinnegar (1928–1999), Jazz-Bassist
- Benny Barth (1929–2017), Jazzmusiker
- Will Insley (1929–2011), Maler, Architekt und Planer von utopischen Stadtmodellen
- Dick Weber (1929–2005), professioneller Bowling-Spieler
- Allan Bloom (1930–1992), Philosoph und Professor
- Bob Hammer (1930–2021), Jazzmusiker, Pianist und Arrangeur
- James McGarrell (1930–2020), Maler
- Steve McQueen (1930–1980), Film- und Fernsehschauspieler
- Buddy Montgomery (1930–2009), Vibraphonist, Komponist und Pianist des Modern Jazz

### 1931–1940

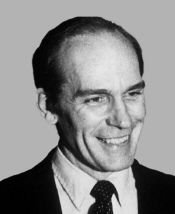
Andrew Jacobs
(1932–2013)

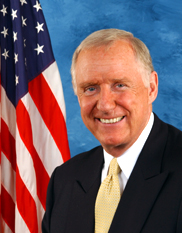
Dan Burton
(* 1938)

- David Baker (1931–2016), Jazzmusiker
- Harold Granowsky (1931–1997), Jazzmusiker und Musikproduzent
- Thurston Harris (1931–1990), R&B-Sänger
- J. Alan Holman (1931–2006), Wirbeltierpaläontologe
- Andrew Jacobs junior (1932–2013), Politiker
- Richard Lugar (1932–2019), Politiker der Republikanischen Partei und Senator Indianas
- Peter Lupus (* 1932), Bodybuilder und Schauspieler
- William Ruckelshaus (1932–2019), Jurist, Politiker und Manager
- Bobby Lewis (1933–2020), Rock’n’Roll- und R&B-Sänger
- Joseph Lutz (1933–1999), Generalmajor der United States Army
- David Young (1933–2009), Jazz-Saxophonist
- Michael Graves (1934–2015), Architekt und Designer
- Marvin Philip Kahl, Jr. (1934–2012), Biologe und Naturfotograf
- George Shirley (* 1934), Opernsänger
- Clayton Eshleman (1935–2021), Dichter, Übersetzer und Herausgeber
- Thomas J. O’Brien (1935–2018), römisch-katholischer Geistlicher und Bischof von Phoenix
- Melvin Rhyne (1936–2013), Organist des Modern Jazz
- Larry Ridley (* 1937), Jazzbassist und Musikpädagoge
- James Spaulding (* 1937), Jazzmusiker
- Dan Burton (* 1938), Politiker
- Freddie Hubbard (1938–2008), Jazz-Trompeter
- Frank McKinney (1938–1992), Schwimmer
- Mary Anne Witchger (1938–2021), Schwimmerin
- Orlester Watson Cavanaugh (1939–2005), Schlagzeuger und Sänger
- Mary-Dell Chilton (* 1939), Mikrobiologin und Genetikerin
- Ronnie Haig (* 1939), Rockabilly-Musiker
- Phil Ranelin (* 1939), Jazzmusiker
- Virgil Jones (1939–2012), Trompeter und Flügelhornist des Modern Jazz
- Larry Bland (1940–2007), Historiker
- Thomas M. Scanlon (* 1940), Moralphilosoph
- Claude Sifferlen (1940–2010), Jazzpianist
- James Sloyan (* 1940), Film- und Theaterschauspieler
- Michael Troy (1940–2019), Schwimmer

### 1941–1950

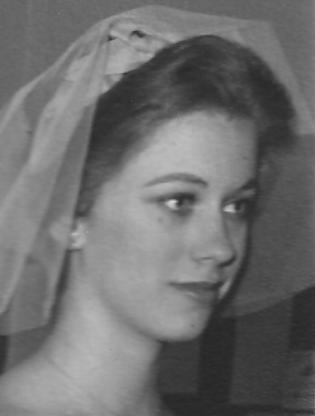
Connie Booth
(* 1944)

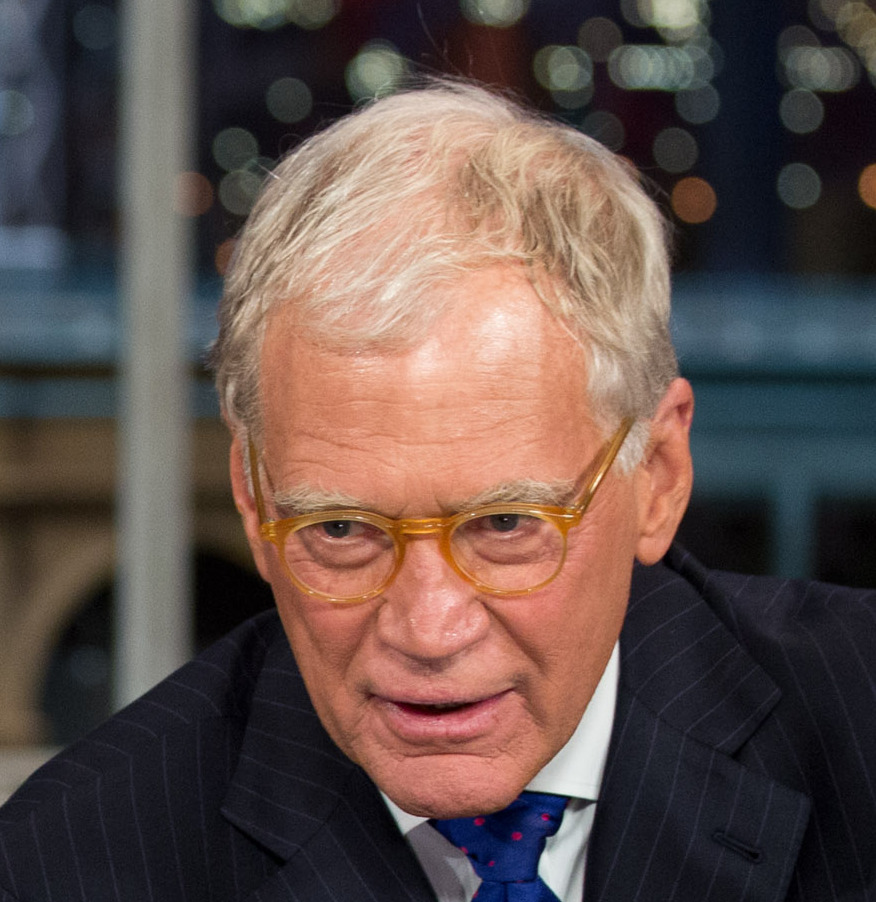
David Letterman
(* 1947)

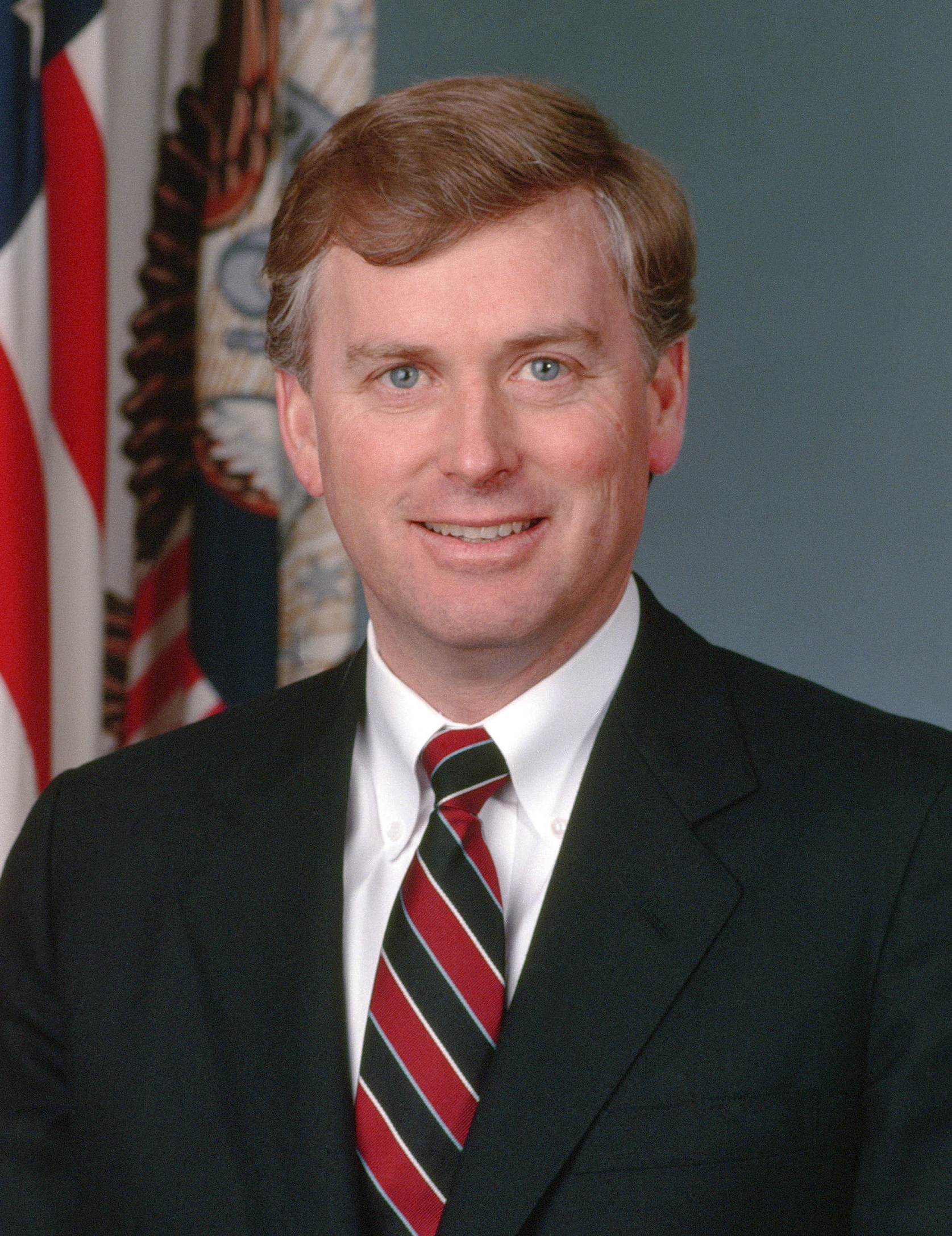
Dan Quayle
(* 1947)

- Ray Appleton (1941–2015), Jazzmusiker und Perkussionist
- C. Randy Gallistel (* 1941), Psychologe
- Alan Somers (* 1941), Schwimmer
- Anthony W. England (* 1942), Astronaut
- Carl Saunders (1942–2023), Jazzmusiker, Arrangeur, Komponist und Bandleader
- Spanky Davis (1943–2014), Jazzmusiker
- Dick Van Arsdale (1943–2024), Basketballspieler
- Connie Booth (* 1944), Drehbuchautorin und Schauspielerin
- Allen Hatcher (* 1944), Mathematiker
- Mary Mackey (* 1945), Schriftstellerin
- Jeanne Collier (* 1946), Wasserspringerin
- Skip Cutting (* 1946), Radrennfahrer
- Kathleen Ellis (* 1946), Schwimmerin
- Gloria Gresham (* 1946), Kostümbildnerin
- Herbert Baumeister (1947–1996), Serienmörder
- Steve Englehart (* 1947), Comicautor
- David Letterman (* 1947), Talkshow-Moderator
- Dan Quayle (* 1947), Politiker und 44. Vizepräsident der Vereinigten Staaten von Amerika
- Thomas Becker (* 1948), Bobsportler
- Ken Foree (* 1948), Schauspieler
- Francis Kenny (* 1948 oder 1949), Kameramann
- Howard Arthur Allen (1949–2020), Serienmörder
- Michael Berkowitz (* 1949), Musiker
- Marilyn Quayle (* 1949), Juristin; Ehefrau von Dan Quayle, dem ehemaligen Vizepräsidenten der USA
- Terry Lester (1950–2003), Schauspieler
- George McGinnis (1950–2023), Basketballspieler
- Gaylen Ross (* 1950), Filmschaffende und Schauspielerin

### 1951–1960
- Jim Jontz (1951–2007), Politiker

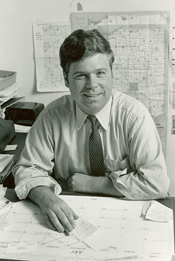
Jim Jontz
(1951–2007)

- John Hiatt (* 1952), Country-Sänger und Songwriter
- Gordon Letwin (* 1952), Softwareentwickler
- Jim Miller (≈1953–2019), Jazz-Schlagzeuger
- Marvin Johnson (* 1954), Boxer
- Terry Lingner (* 1954), Unternehmer und Automobilrennfahrer
- Michael Anthony Perry (* 1954), römisch-katholischer Ordensgeistlicher; seit 2013 Generalminister des Franziskanerordens
- Mark Warner (* 1954), Gouverneur und Senator von Virginia
- Robert Gambill (* 1955), Opernsänger
- Ratzo Harris (* 1955), Jazzmusiker
- Dick Nalley (1955–2002), Bobsportler
- Chris MacAllister (* 1956), Automobilrennfahrer
- David Alexander Wolf (* 1956), Astronaut
- Dwane Casey (* 1957), Basketballtrainer
- Maria Cantwell (* 1958), Politikerin und Senatorin Washingtons
- Bart Peterson (* 1958), Politiker und von 2000 bis 2008 Bürgermeister von Indianapolis
- Michael Quigley (* 1958), Rechtswissenschaftler und Politiker
- Kenneth Edmonds (* 1959), R’n’B- und Popsänger, Songwriter und Produzent
- Tom Schneider (* 1959), Pokerspieler
- Jeffrey St. Clair (* 1959), Autor, Publizist und Enthüllungsjournalist
- Sean Buck (* 1960), Vizeadmiral der United States Navy
- Doug Jones (* 1960), Schauspieler
- Hyapatia Lee (* 1960), Tänzerin und Pornodarstellerin
- Pharez Whitted (* 1960), Jazz-Trompeter

### 1961–1980

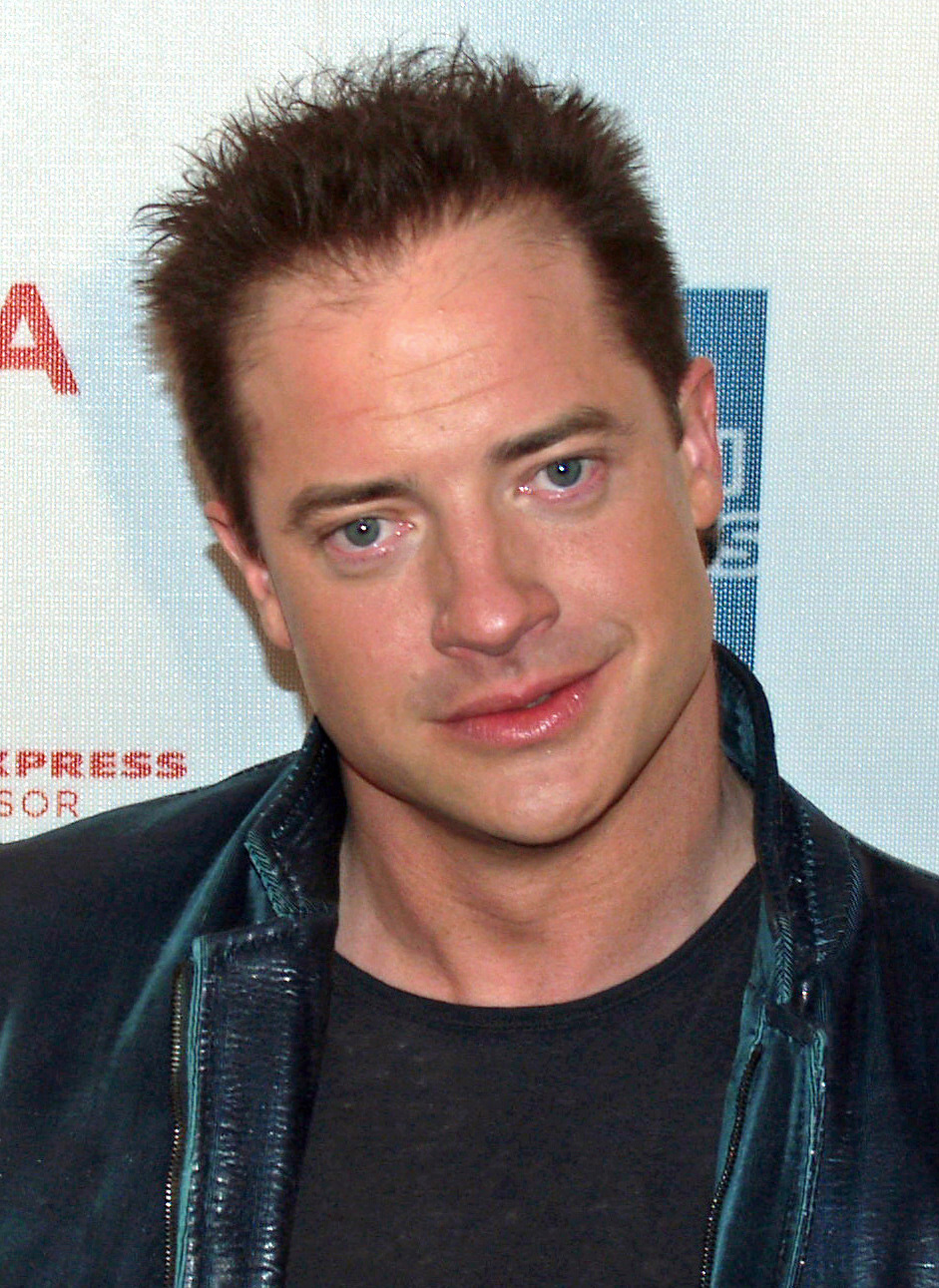
Brendan Fraser
(* 1968)

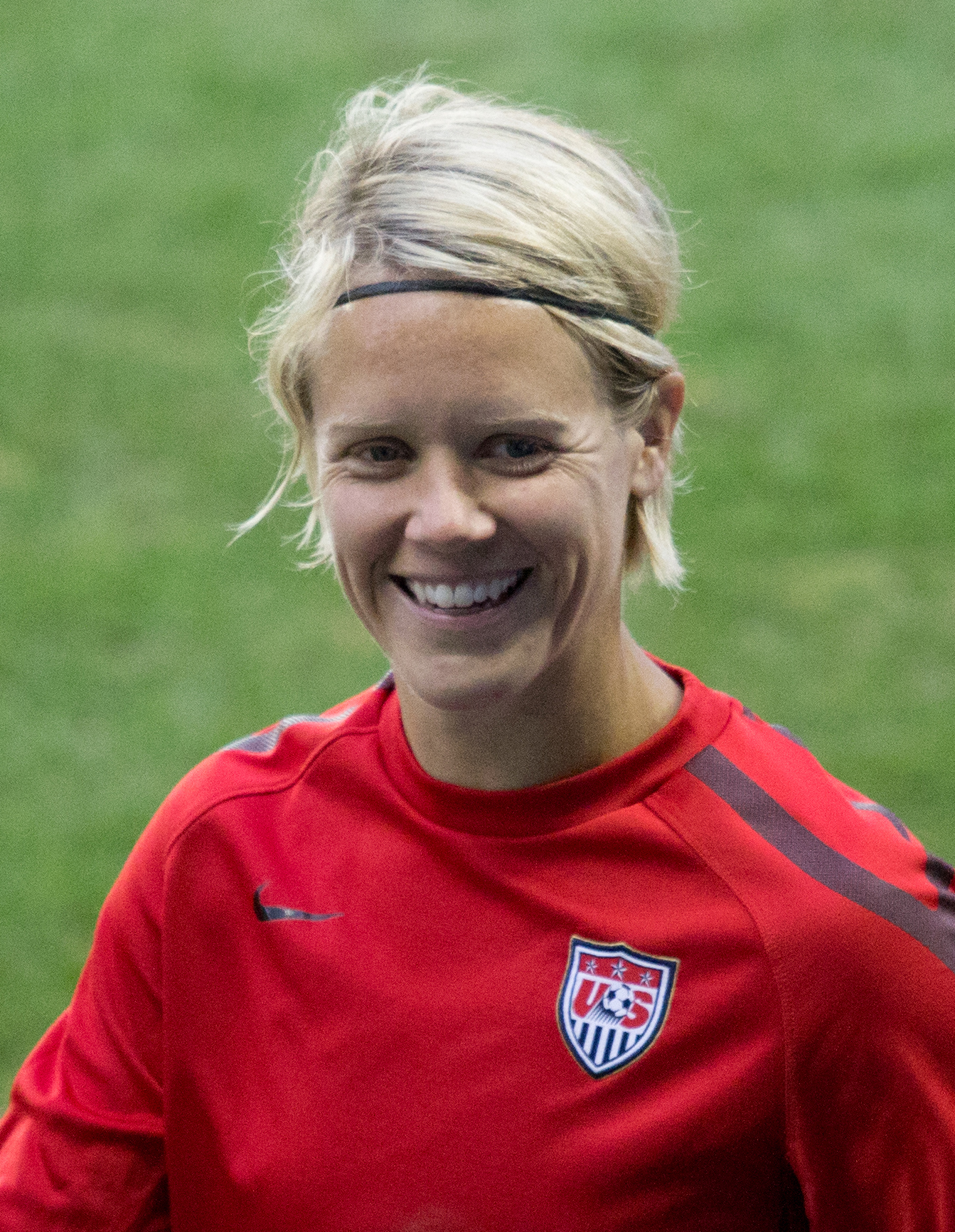
Lori Lindsey
(* 1980)

- Chris Doleman (1961–2020), American-Football-Spieler
- Kyle Gregory (* 1962), Jazzmusiker
- Stephen Sommers (* 1962), Regisseur, Drehbuchautor und Filmproduzent
- Frank Glover (* 1963), Jazzmusiker und Komponist
- Ron Miles (1963–2022), Trompeter des Modern Jazz
- Todd Witsken (1963–1998), Tennisspieler
- Ralph B. Hitz (* 1964), Wirbeltierpaläontologe
- Carl Sundquist (* 1964), Radrennfahrer
- Vincent Ventresca (* 1965), Schauspieler
- Brendan Fraser (* 1968), Filmschauspieler
- Abraham Benrubi (* 1969), Schauspieler
- Maicel Malone-Wallace (* 1969), Leichtathletin
- Mike Epps (* 1970), Schauspieler, Komiker und Rapper
- Ken Klee (* 1971), Eishockeyspieler und -trainer
- Anthony Montgomery (* 1971), Filmschauspieler
- Lamon Brewster (* 1973), Schwergewichtsboxer
- André Carson (* 1974), Politiker
- Plumb (* 1975), Sängerin christlicher Pop- und Rockmusik
- Aron Ralston (* 1975), Bergsteiger und Autor
- Serena Auñón (* 1976), Astronautin
- Margaret Shapiro (* 1976), Triathletin
- Jonas Talkington (* 1976), Schauspieler und Casting Director
- John Green (* 1977), Schriftsteller und Videoblogger
- Tim McIlrath (* 1978), Leadsänger, Rhythmusgitarrist und Songwriter
- Kazem Abdullah (* 1979), Dirigent und Musiker
- Katie Douglas (* 1979), Basketballspielerin
- Jaycie Phelps (* 1979), Turnerin
- Jermaine Dearman (* 1980), Basketballspieler
- Jason Gardner (* 1980), Basketballspieler und -trainer
- John-Michael Liles (* 1980), Eishockeyspieler
- Lori Lindsey (* 1980), Fußballspielerin

### 1981–1990

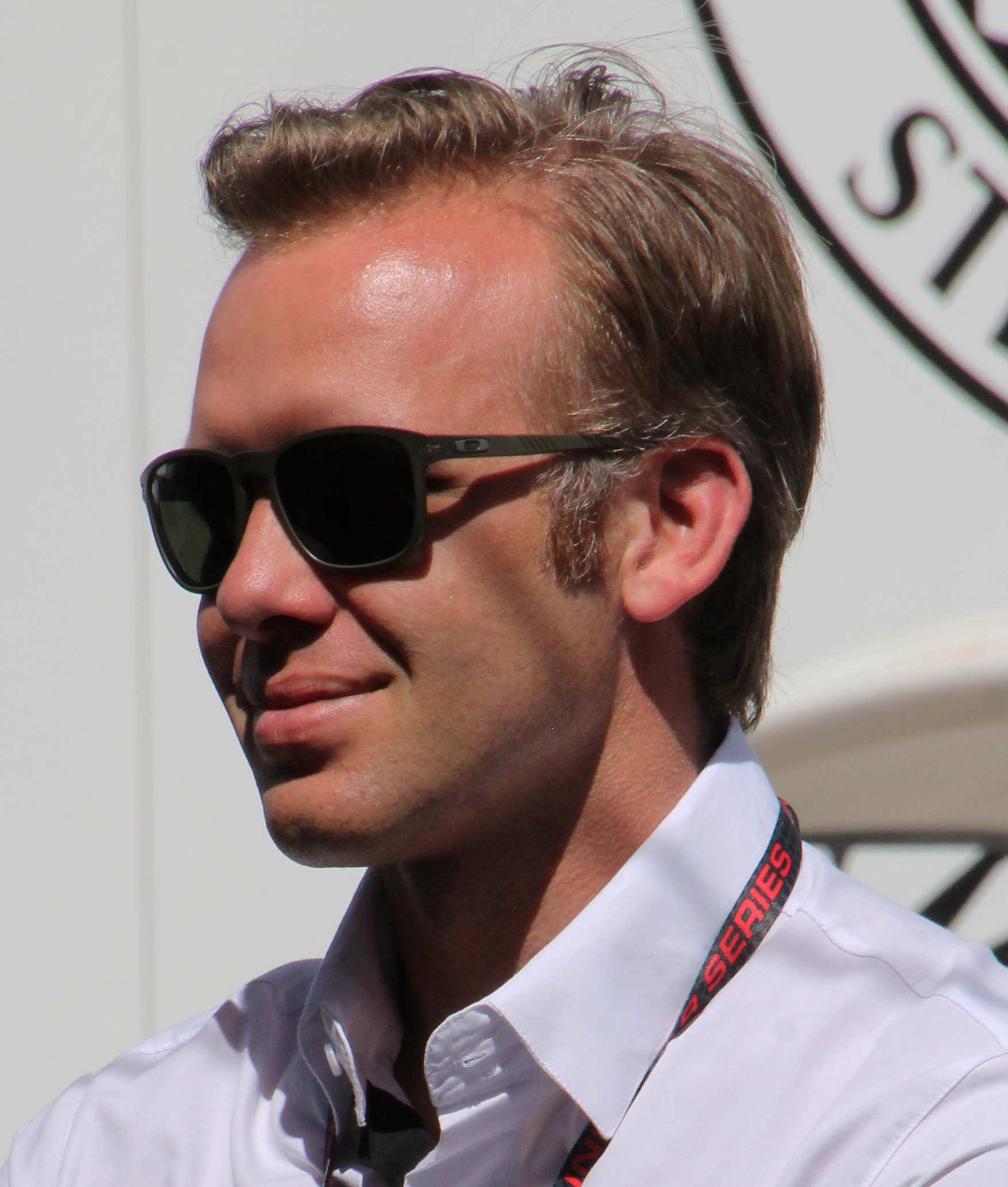
Ed Carpenter
(* 1981)

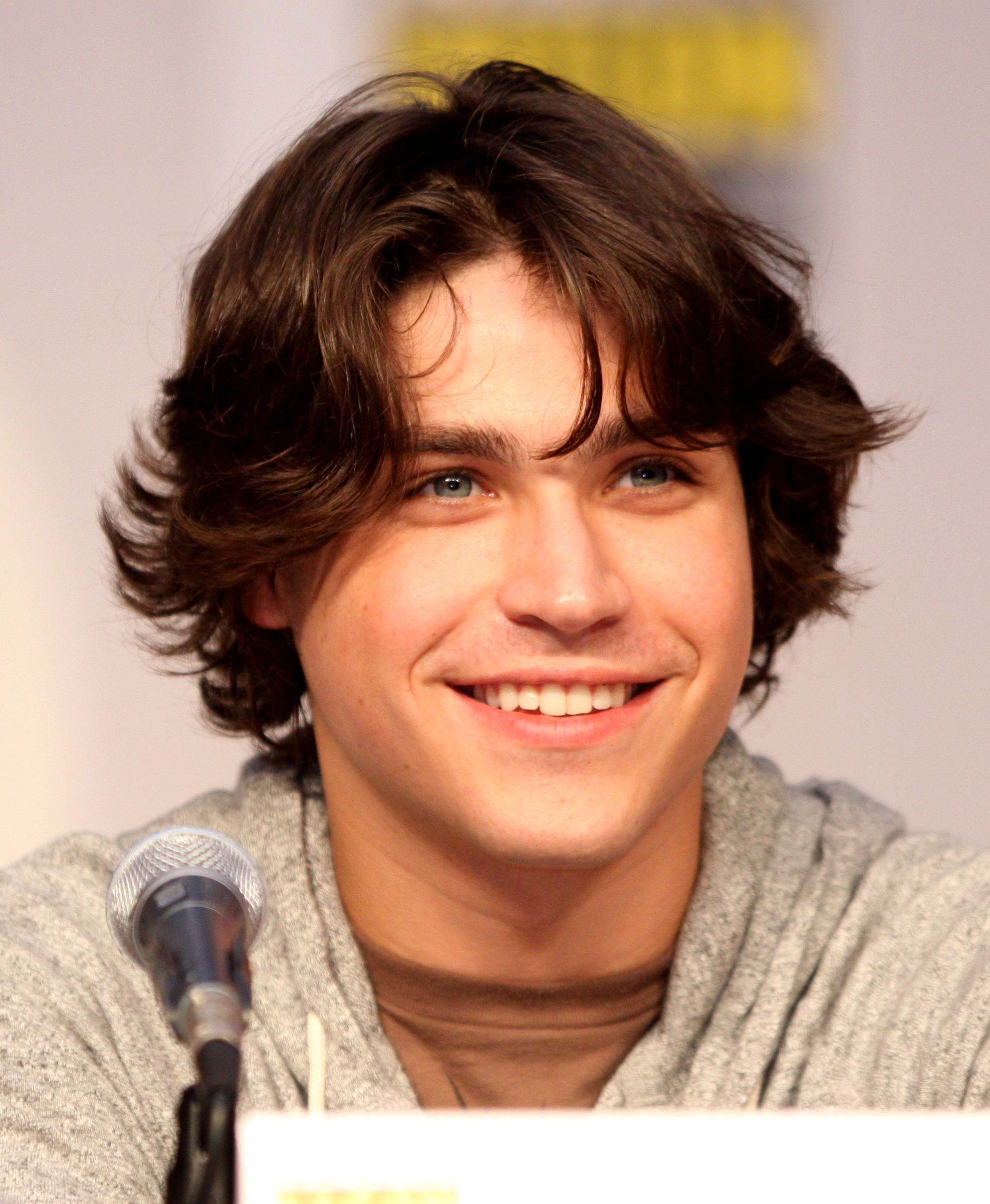
Logan Huffman
(* 1989)

- Ed Carpenter (* 1981), Automobilrennfahrer
- Steve Talley (* 1981), Schauspieler
- Adam Lambert (* 1982), Sänger und Musicaldarsteller
- Shyra Ely (* 1983), Basketballspielerin
- Jeremy Trueblood (* 1983), American-Football-Spieler
- Stanley Burrell (* 1984), Basketballspieler
- Drake Younger (* 1984), Wrestler
- Marie McCray (* 1985), Pornodarstellerin
- Alison Bales (* 1985), Basketballspielerin
- Courtney Lee (* 1985), Basketballspieler
- George Hill (* 1986), Basketballspieler
- Michael Anthony Scott (* 1986), Basketballspieler
- Lauren Holiday (* 1987), Fußballspielerin
- Jack Johnson (* 1987), Eishockeyspieler
- Jordan Seabrook (* 1987), Fußballspieler
- Eric Gordon (* 1988), Basketballspieler
- Jeff Teague (* 1988), Basketballspieler
- Katy O’Brian (* 1989), Schauspielerin und Kampfsportlerin
- Thomas Finchum (* 1989), Wasserspringer
- Logan Huffman (* 1989), Schauspieler
- Felisha Johnson (* 1989), Kugelstoßerin
- Gordon Hayward (* 1990), Basketballspieler
- Zack Martin (* 1990), American-Football-Spieler
- Chris Warren (* 1990), Schauspieler

### 1991–2000
- Patrick Feeney (* 1991), Sprinter
- Adrianne Lenker (* 1991), Folk- und Rock-Musikerin
- Samantha Peszek (* 1991), Kunstturnerin
- Christopher Giesting (* 1992), Sprinter
- Perry Kitchen (* 1992), Fußballspieler
- Joshua Lee Turner (* 1992), Singer-Songwriter, Multi-Instrumentalist und YouTuber
- Marquis Teague (* 1993), Basketballspieler
- Conner P. Kelley (* 1994), Schauspieler
- Quadre Lollis Junior (* 1994), Basketballspieler
- Kaela Davis (* 1995), Basketballspielerin
- Farida Osman (* 1995), ägyptische Schwimmerin
- Brooke Austin (* 1996), Tennisspielerin
- Sarah Bacon (* 1996), Wasserspringerin
- Trevor Jackson (* 1996), Schauspieler, Sänger und Tänzer
- Jake Short (* 1997), Schauspieler
- Sinclaire Johnson (* 1998), Mittelstreckenläuferin
- Piper Kelly (* 1999), Sportkletterin
- David Bell (* 2000), American-Football-Spieler
- Drew Kibler (* 2000), Schwimmer

## 21. Jahrhundert

### 2001 bis 2010
- Cole Hocker (* 2001), Leichtathlet